# Família 25mm de calibres
O calibre 25 mm é um tamanho específico de munição utilizado em canhões automáticos. O calibre 25 mm também foi usado recentemente para o rifle anti-material Barrett XM109. Essa munição inclui os cartuchos padrão da OTAN de 25×137mm e 25×184mm, os soviéticos 25x218 mmSR, bem como os cartuchos de 25×163 mm e 25×193,5 mmR da época da Segunda Guerra Mundial projetados pela França.

## Utilização
O calibre 25 mm pode ser usado tanto como antimaterial como antipessoal. Quando operando na função antipessoal, uma arma de 25 mm armada com cartuchos HE pode efetivamente matar um grande número de tropas adversárias, seja a céu aberto ou em fortificações leves. Ao operar na função de antimaterial, uma arma de 25 mm armada com balas perfurantes pode desativar muitas aeronaves e veículos, incluindo alguns tanques de batalha principais.
Os militares dos EUA usam armas de 25 mm em seu AV-8B Harrier, caça AC-130, M2 Bradley, LAV-25, F-35 Lightning II e como munição padrão baseada em navio no autocanhão Mk 38.

## Tipos

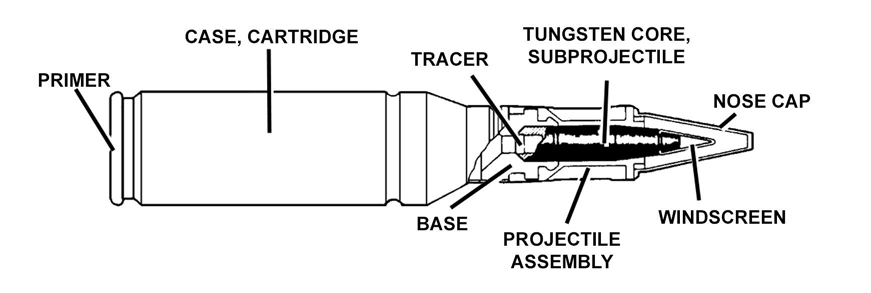
O cartucho de 25 mm M791-APDS-T.

Vários subtipos de munição de 25 mm da OTAN estão disponíveis - os mais comuns são perfurantes, de alto explosivo, sabot, rastreador e cartuchos de prática. Normalmente, os cartuchos são compostos por uma combinação das categorias mencionadas. Por exemplo, o M791 retratado à direita é um sabot de descarte perfurante de armadura com bala rastreadora (APDS-T). É usado contra veículos com blindagem leve, artilharia autopropelida e alvos aéreos, como helicópteros e aeronaves de asa fixa lentas.

## Armas em 25 mm
Cada arma é listada com seu cartucho associado.

### Contemporâneas
- M242 Bushmaster: 25×137mm
- GAU-12/22 Equalizer: 25×137mm
- GIAT, 25M811: 25×137mm
- Oerlikon KBA: 25×137mm
- Oerlikon KBB: 25×184mm
- Oerlikon KBD: 25×184mm
- Tipo 61 25×218mmSR
- Tipo 95 SPAAA:25×183mmB
- ZPT90:25×183mmB

### Históricas
- Canhão antiaéreo Hotchkiss de 25 mm/Arma Tipo 96 25 mm AT/AA: 25×163mm
- Canhão antitanque Hotchkiss de 25 mm: 25×193.5mmR
- Canhão antiaéreo de 25 mm M1940 (72-K): 25×218mmSR
- Canhão antiaéreo Bofors M/32 de 25 mm: 25x205mmR e mais tarde 25x187mmR